# Joachim Lillienhoff
Joachim Lillienhoff, född 8 februari 1630 i Nyköping, död 27 februari 1676 i Katarina församling i Stockholm, var köpman, redare, rådman och riksdagsman. Han hette ursprungligen Potter (eller Pötter) och adlades 1668 till Lillienhoff. Han blev en av Stockholms förmögnaste köpmän och är idag mest känt för det efter honom uppkallade Lillienhoffska palatset på Södermalm i Stockholm. Lillienhoff fick sin sista vila på Katarina kyrkogård.

## Biografi

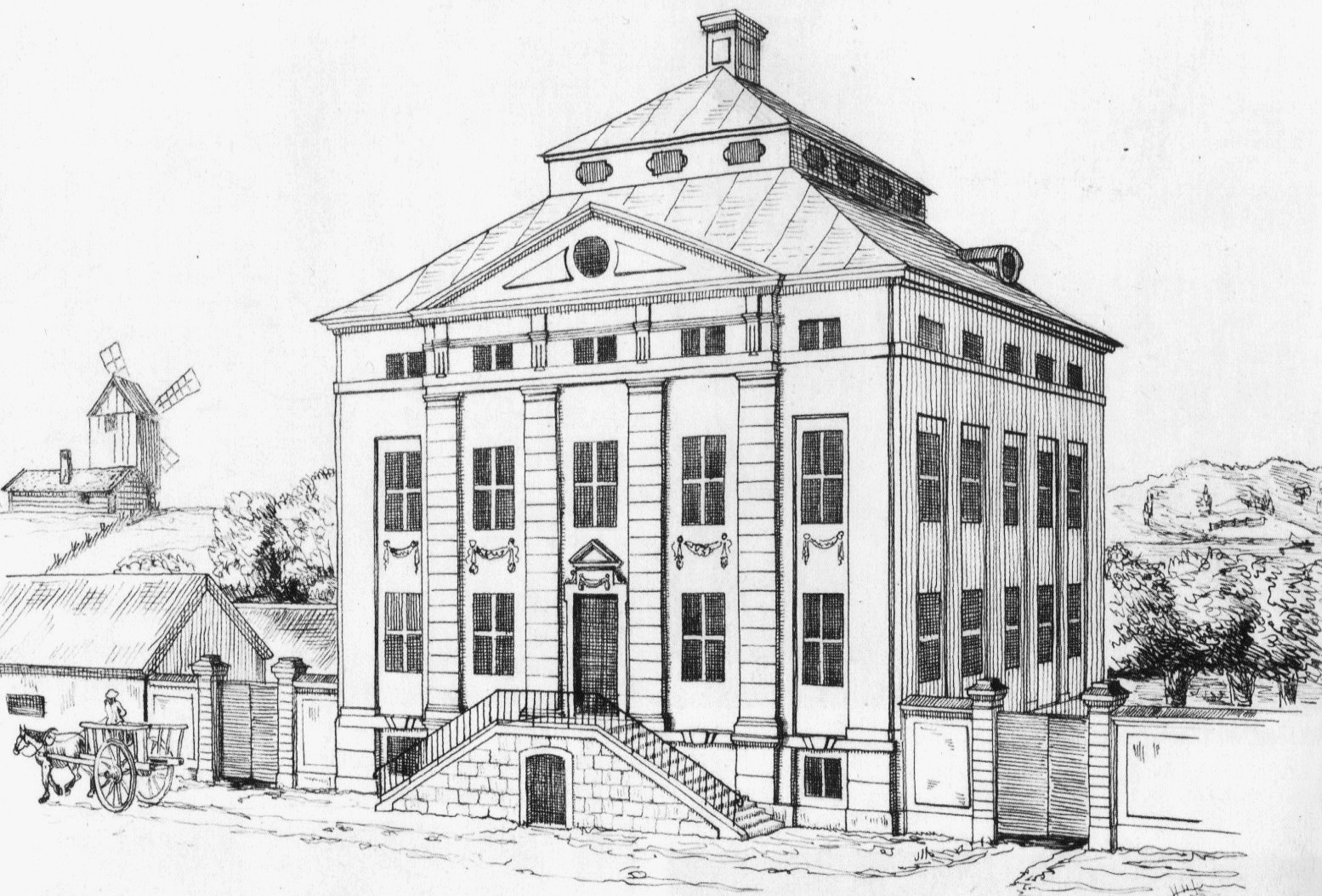
Rekonstruktion av Lillienhoffska palatsets ursprungliga utseende.

Joachim (Joakim) Potter var son till den från Tyskland stammande guldsmeden Peter Potter och Elisabeth Danckwardt. 1642 (som tolvåring) fick Potter sin utbildning i handelslära i Rotterdam och erhöll två år senare anställning i Amsterdam. Han återvände 1651 till Stockholm och blev kamrerare i det nyinrättade kommerskollegium. Han reste sedan tillbaka till Nederländerna för att värva dugliga hantverkare att emigrera till Sverige och verka här. 1655 gifte han sig med Petronella Lohe (1635–1694), dotter till handelsmannen Henrik Lohe. Paret förblev barnlös. 1656 sändes Potter till Riga för att organisera tullväsendet där.
Potter var en företagsam man, han bildade flera handelsbolag, ägde stora jordegendomar och hörde till de större skeppsägarna i Stockholm. Han var också medintressent i flera av de kompanier som på 1660-talet hade ensamrätt att driva handel med vissa varor, exempelvis tjärkompaniet och sockerkompaniet. Han var delägare i bland annat Västerviks skeppskompani, Falu koppargruva och Svenska Ostindiska Companiet. Genom sin hustru blev han även ägare till Länna bruk i Södermanland.
År 1665 utnämndes Potter till kommissarie i kommerskollegium och 1673 blev han assessor där. 1668 blev han en bland Stockholms stadsfullmäktige och adlades på Riddarhusets förslag samma år till Lillienhoff. Därefter valdes han omedelbart av adeln till kommissarie i Riksens ständers bank.
År 1667 förvärvade Lillienhoff en stor tomt på Södermalm som sträckte sig från Götgatan ner till sjön Fatburen. Här lät han uppföra sitt palats med pilasterindelad fasad i den holländska klassicismens stil, säteritak och en fritrappa vid huvudentrén åt Götgatan. Till arkitekt anlitades den tyskfödde Johan Tobias Albinus. Huset kom att kallas Lillienhoffska palatset och var Joachim Lillienhoffs bostad fram till hans tidiga död 1676. Palatset hade efter Lillienhoff många ägare, och användes bland annat som fattighus. Sedan 1880-talet ägs byggnaden av Stockholms stad.